# Optioservus trivittatus
Optioservus trivittatus is een keversoort uit de familie beekkevers (Elmidae). De wetenschappelijke naam van de soort werd in 1930 gepubliceerd door Brown.